# Gerty Schiede
Gerty Schiede (* 11. August 1921 in Dessau; † 22. Januar 2007 in Gauting) war eine deutsche Schriftstellerin, die ihre Werke unter dem Pseudonym Patricia Vandenberg publizierte.

## Leben
Sie verfasste über 1500 Heftromane mit einer Gesamtauflage von über 170 Millionen Exemplaren, am bekanntesten davon ist die Romanserie Dr. Norden, die inzwischen von ihrer ehemaligen Schwiegertochter Elke Zumbusch-Stieber ebenfalls unter dem Pseudonym Patricia Vandenberg fortgesetzt wird. Der Kelter Verlag besitzt die alleinigen Verlagsrechte für die Serie.
Einige Romane schrieb die Autorin auch für Romantic-Thriller-Reihen wie Irrlicht. Zudem war Gerty Schiede Autorin der Reihe Im Sonnenwinkel – Schicksale um Mutter und Kind. Die Reihe erschien von 1989 bis 1992, erreichte 75 Ausgaben und wird seitdem immer wieder nachgedruckt. Mittlerweile ist die 10. Auflage erreicht (Stand 2009).
Am 6. Januar 2009 startete die Patricia Vandenberg Sonderedition, eine Romanreihe mit einer Auswahl nicht zu Dr. Norden gehörender Romane der Autorin.
Die Schauspielerin Vanessa Jung ist eine Enkeltochter von Gerty Schiede.